# Logge di Banchi
Le Logge di Banchi sono un loggiato di Pisa che si trova all'imbocco del ponte di Mezzo nella metà sud del centro cittadino.

## Storia e descrizione
Il loggiato, sorretto da dodici pilastri, fu edificato tra il 1603 ed il 1605 su progetto dell'architetto Bernardo Buontalenti.
All'epoca ospitava il mercato della lana e della seta (i "banchi" del nome si riferiscono proprio alle bancarelle del mercato), e anche oggi viene usato talvolta per mercati di vario genere. Sono a base quadrata, con dodici pilastri che reggono un piano (costruito nel primo Settecento), inizialmente molto più basso e arricchito da un frontone a volute.
Intorno al 1619 l'acquedotto mediceo fu collegato al quartiere di Kinzica e una delle prime fontanelle, oggi non più in funzione, fu proprio presso le logge.
Le volute furono rimosse nel 1814, quando l'intero piano superiore, collegato direttamente a Palazzo Gambacorti tramite un cavalcavia, fu rialzato e impreziosito con un frontone triangolare.
Nei primi anni del novecento, nel 1925 fu costruito, scavando nei sotterranei delle Logge, un albergo diurno parte della catena degli alberghi diurni Cobianchi. Attualmente tale spazio è usato come bagni pubblici, riaperti e restaurati nel 2012.
Qui, dal 1865, ebbe sede l'Archivio di Stato di Pisa.
Il suo profilo, accanto alla torre dell'Orologio, è uno degli elementi più noti delle vedute dei lungarni pisani.

## Galleria d'immagini

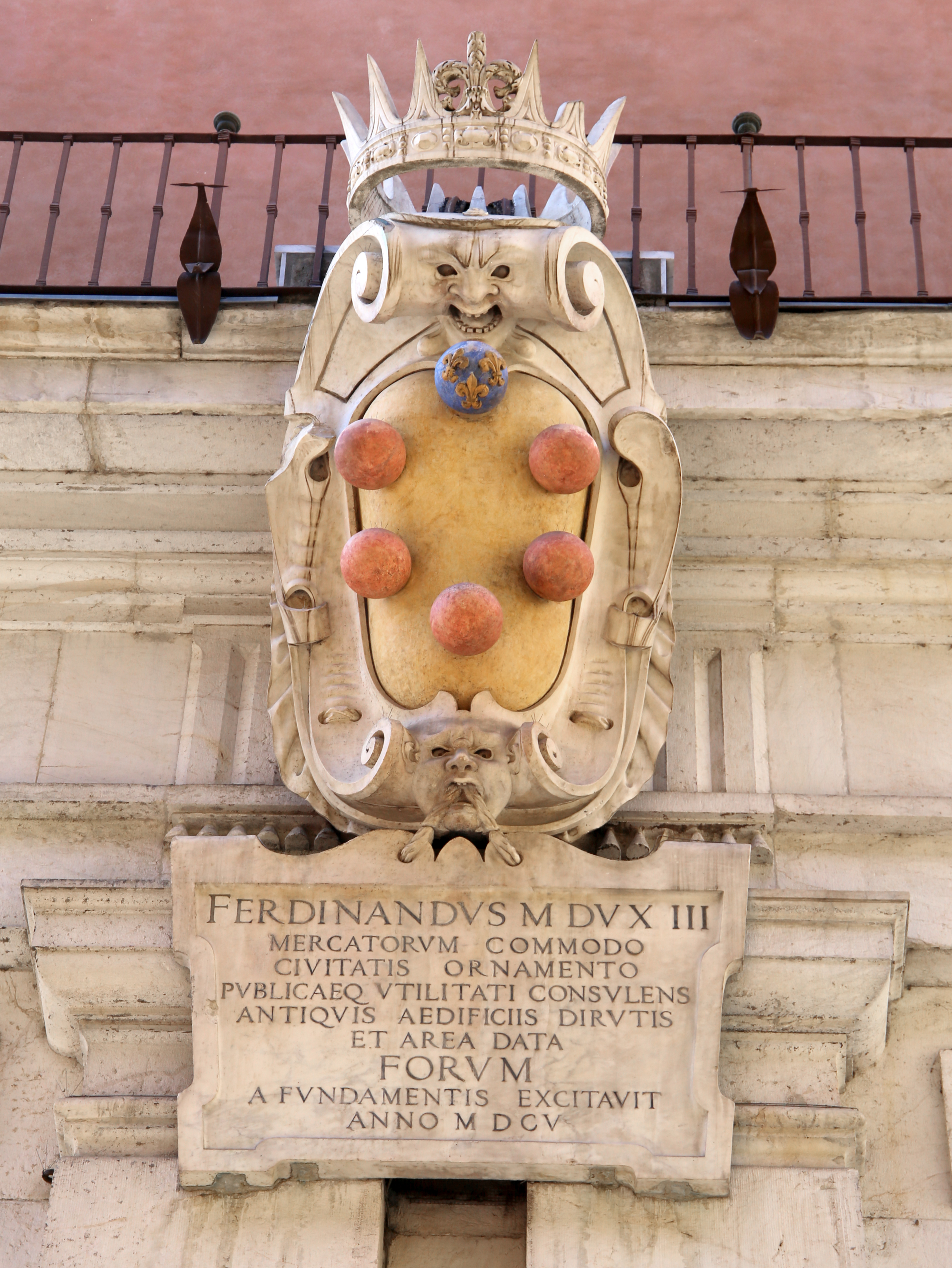
Stemma mediceo sul lato via Banchi
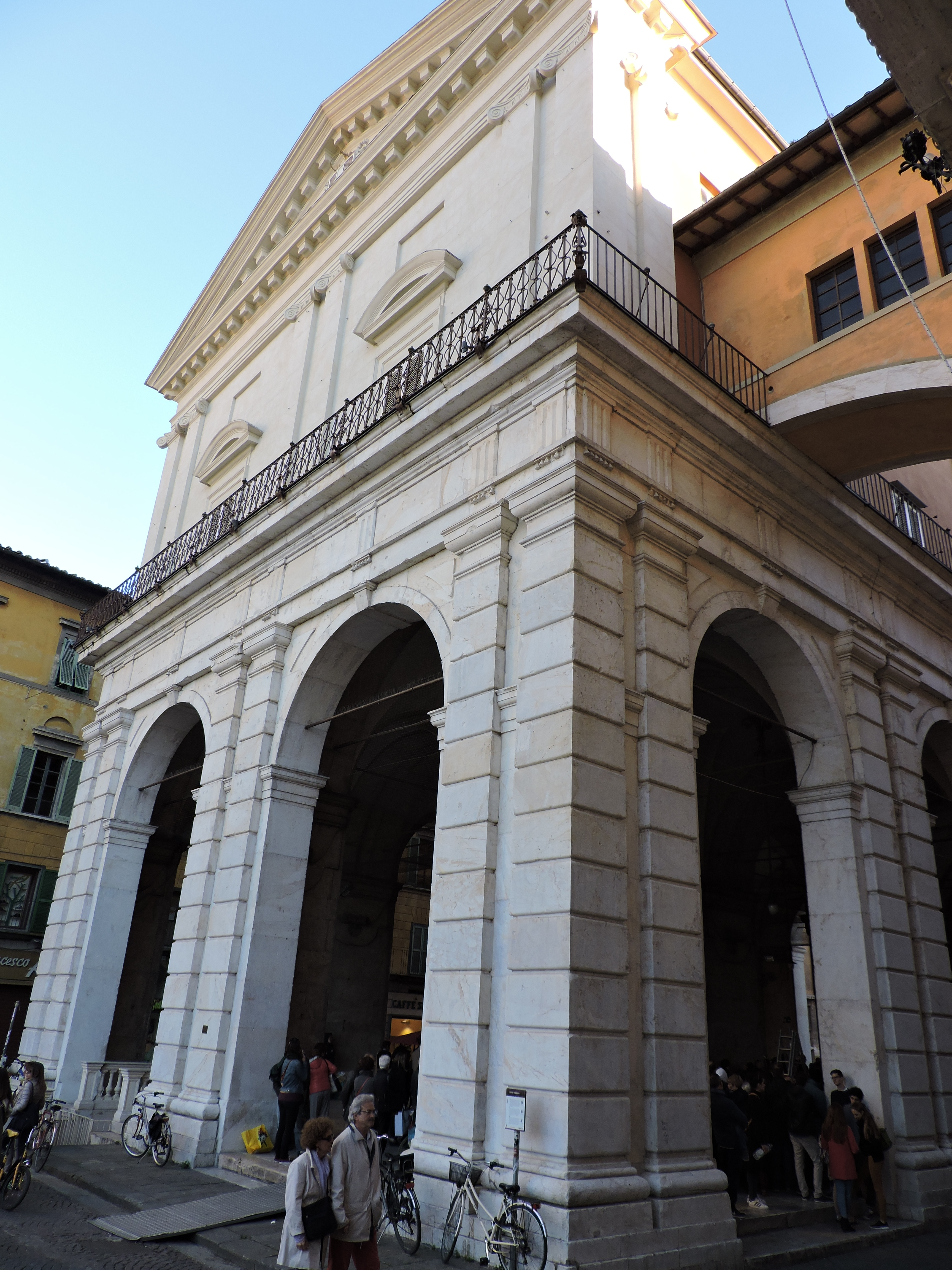
Vista laterale
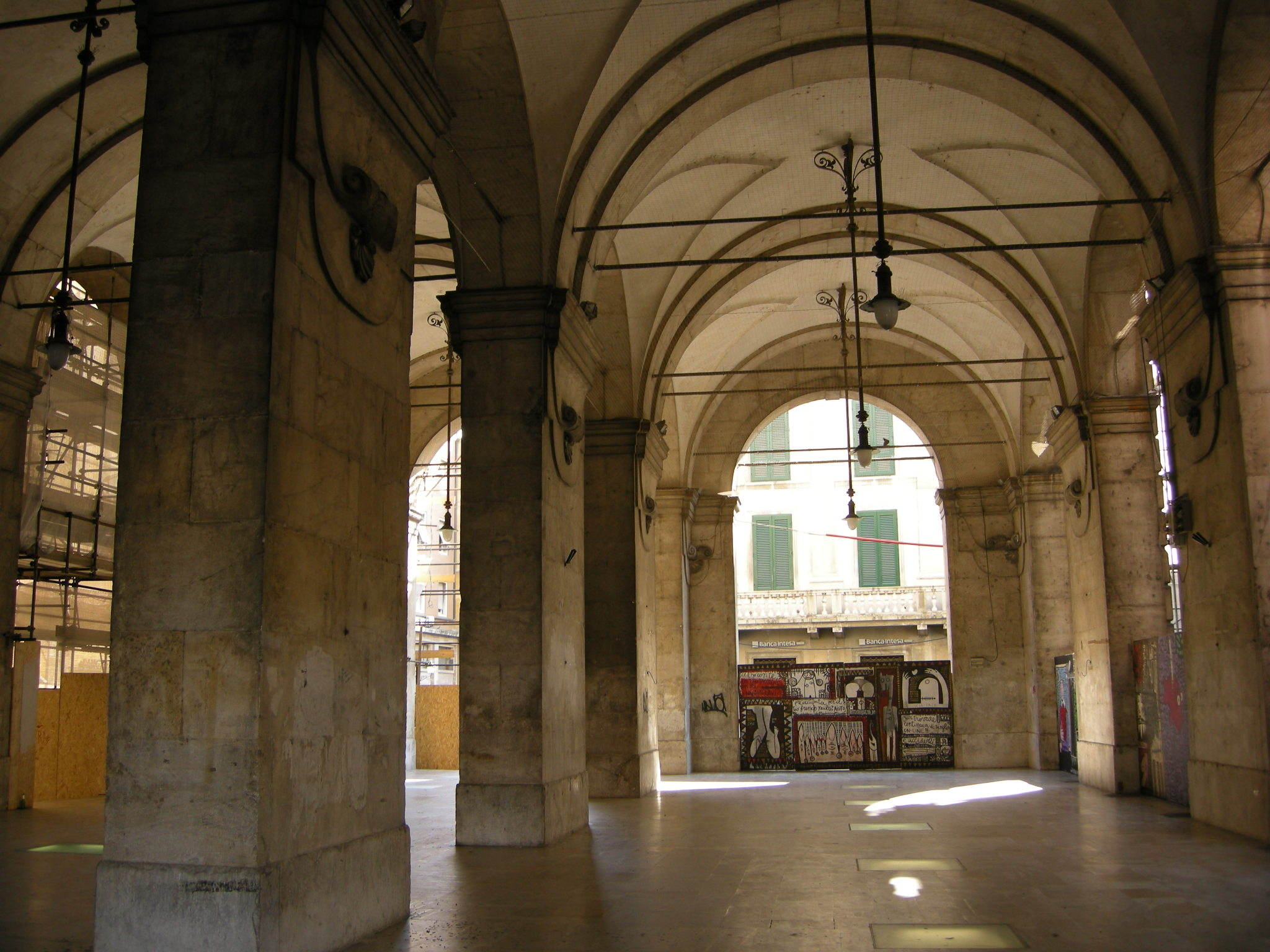
Loggiato interno
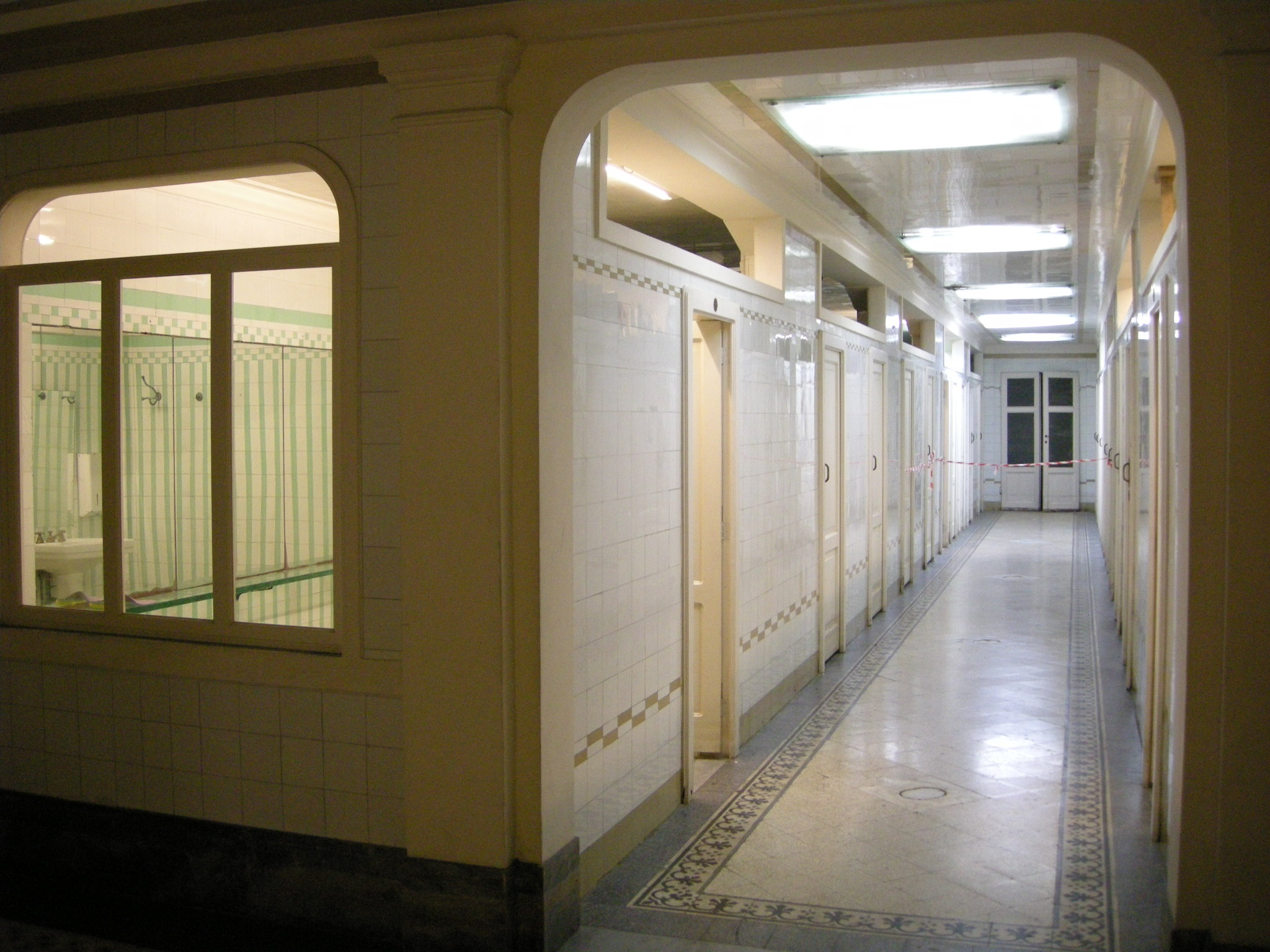
Bagni pubblici